# Светац
Светац или светитељ је особа која је канонизована због свог живота сасвим посвећеног Господу Исусу Христосу угодивши Богу животом на Земљи. У раном хришћанству, као свеци су поштовани апостоли, Света Марија и први мученици, а касније су им придруживане и остале особе које су могле хришћанима послужити као узор хришћанског живота, а које је Бог прославио. На православним хришћанским иконама свеци се приказују са златним ореолом око главе. Календар светаца се назива светачник.
У Католичкој цркви, прије поступка канонизације врши се беатификација, односно проглашење блаженим. У Православној цркви, врши се непосредно тј. директно канонизација.
Француски социолог Емил Диркем сматрао је дихотомију између светог и профаног централном карактеристиком религије: „религија је јединствен систем веровања и праксе који се односи на свете ствари, то јест ствари одвојене и забрањене.“‍:47 У Диркемовој теорији, свето представља интересе групе, посебно јединство, који су оличени у симболима свете групе, или тотемима. Профано, с друге стране, укључује свакодневне индивидуалне бриге.

## Православна црква
У Православној цркви, светитељи су хришћани који су током свог живота постигли обожење (грч. Θεωσις теосис) што је, према православној теологији, учествовање човека у животу Божијем посредством нестворених божанских енергија достизањем јединства са Богом задобијањем Божје милости усклађењем свог карактера с Божјим живећи по Божјој вољи и заповестима. Светост је близина Богу.
Црква светитељима назива људе који су очишћени од греха стекли милост Духа Светога и показали Његову моћ у нашем свету.
Са теолошког становишта се сматра да је циљ сваког православног хришћанина и коме тежи читав његов живот и којим су прожете све његове активности обожење, односно спасење.
Обожење је најбоље илустровано речима апостола Павла: Живим не више ја, него Христос живи у мени! и заснива се на речима Јеванђеља: „Царство је Божије унутра у вама“ (Лука 17,21).
У православној теологији светитеље најпре прославља Бог у Светој Тројици, пројављујући их чудесима, нетрулежним моштима, светошћу живота и точењем мира. Сабор епископа, уношењем у календар светих само потврђује прослављање светитеља и утврђује обавезу и потребу помињања његовог имена у богослужењу.
Код православних нема официјелне сантификације због тога што су критеријуми јасни и веома строги јер се тога човек може удостојити само након физичке смрти и невиног пострадања за хришћанску веру.
Сви иконографски обрасци и начин приказивања говоре о томе и опомена су верницима као најузвишенији идеал.
Светитељи су већином аскете, подвижници, монаси, монахиње, епископи, свештена лица, али има и цивила, верника, грађана, односно људи који су водили хришћански живот - живот по Јеванђељу.
Сматра се да они буквално испуњавају речи Исуса Христа: Царство Божије унутра је у вама!.
Диван је Бог у светима својим!, пише у Библији.
Јер Бог се противи охолима, али даје милост понизнима! (1 Петрова 5,5) такође пише у Библији.
Према тумачењима Христоcoвих учења, доброта према слабијима је моралност.
Спрам свеца и тропар! је српска народна изрека која поручује да је свакоме онако како је заслужио, тј. свакоме према заслузи.
Ове фразе углавном се употребљавају на српском говорном подручју, што ни не чуди, с обзиром да реч тропар припада православној верској терминологији.
Када се 1920-их година излила канализација у на брзину изграђеном Лењиновом маузолеју на Црвеном тргу у Москви јер се десило оштећење канализационог система испод њега, а у коме се и дан данас налази Лењиново балсамовано тело, велики и Свети патријарх московски Тихон изговорио је чувену реченицу Спрам моштију и јелеј! (руски: "По мощам и елей!") која га је између осталог коштала мучеништва и тровања од стране комуниста. Фраза је често цитирана.
У Српској православној цркви је направљена лествица светих на основу врсте њихових подвига и врлина њиховог живота. Она иде овако:
- Свети су сви царског, краљевског, кнежевског и деспотског порекла као и архијереји прослављени праведним животом и пастирским деловањем, исповедајући хришћанство и светосавље својим радом, подвигом и делима живећи по светим и божанским истинама .
- Свештеномученици су епископи, свештеници, патријарси, који су страдали за хришћанство, православље и Српску православну цркву;
- Великомученици су они који су претрпели највећа страдања за хришћанство, православље и Српску православну цркву;
- Преподобномученици су монаси и подвижници, који су страдали за хришћанство, православље и Српску православну цркву;
- Мученици су они који су страдали зато што су хришћани, православци, или што су српског порекла;
- Исповедници су они који су отворено исповедали своје хришћанство и православље за време прогона православних хришћана, и због тога су мучени, али нису погубљени и после мучења остајали су у животу.
- Преподобни су монаси који су живели побожним и подвижничким животом (њима су прибројани пустиножитељи, отшелници, столници, затвореници и безмолебници).

У Српској православној цркви, свака породица има своју крсну славу, односно свеца заштитника, који означава дан када је племе покрштено од стране хришћанских мисионара. За време Светог Саве, установљена је слава, односно дан када породица одаје захвалност свом свецу заштитнику.

## Католичка црква
У Католичкој цркви канонизација је службени прецизно дефинисан чин са свим детаљима поступка у Codex iuris canonici. Данас је на снази нарочита процедура проглашавања неке особе за свеца, а води је Света Столица помоћу своје Конгрегације за каузе светаца.
Сам чин проглашења светим назива се канонизација, а до ње долази након што је особа већ била проглашена „часним слугом Божјим“ на почетку процеса за проглашење блаженим, а потом и блаженом у процесу беатификације. Тако проглашени светац може бити поштован у читавој Католичкој цркви па му се могу посвећивати цркве и олтари. Беатификација (лат. beatus — блажен) је у Римокатоличкој цркви први степен канонизације, односно проглашења особе за свеца. Примењујући прописе о беатификацији, специјални суд Римокатоличке цркве настоји да утврди да ли постоје они елементи светости које Римокатоличка црква одређује да би дотични праведник могао постати предмет верског поштовања свих верника. Главни услови за то су чудеса која се догађају на његовом гробу или приликом употребе ствари којима се некада служио. За беатификацију, Римокатоличка црква прописује најмање два чуда. Процес беатификације завршава се проглашењем кандидата за блаженога, што је први степен светости. У средњем веку беатификација је била у компетенцији бискупа, а од 1634. године — папе.

## Поштовање у пракси у Православној цркви
Поштовање светих изражено је, између осталог, кроз сам назив свети, поштовање моштију и других реликвија, посвећивање храмова (патрон, храмовна слава - храм цркве), ословљавање у Црквеним песмама, житијама и службама, тј. њихово слављење у виду помена с посебно састављеном службом за тај дан (према Црквеном календару), у живопису иконопису и др. примењеним уметностима. Према Православном учењу, за свете се не моли, већ се њима упућују молитве да би се они заузели и молили Богу за припаднике земаљске Цркве (Деисис). Свака аутокефална црква има своје локалне свете, са житијима, службама и светачким причама посвећеним њима.
Прослављање светих припада средњим или малим Црквеним празницима. Међу средње - општехришћанске свете, поред Анђела, одн. Арханђела Михаила, убрајају се: Петка или Параскева, Димитрије, Никола, Стефан, Три јерарха, Ђорђе, Кирило и Методије, Константин и Јелена, Илија, Петар и Павле, Јован (према одређеним класификацијама међу велике Црквене празнике убрајају се и два празника Јована Претече - Рођење и Усековање, као и заједничко прослављање Апостола Петра и Павла).